# Pierluigi Cera
Pierluigi Cera (ur. 25 lutego 1941 w Legnago) – włoski piłkarz, obrońca lub pomocnik. Srebrny medalista MŚ 1970.
W Serie A debiutował w wieku 17 lat w barwach Hellas Verona. Później grał w tym klubie w Serie B, a w 1964 na 9 sezonów został piłkarzem Cagliari Calcio. Grał także w AC Cesena (1973–1979).
W reprezentacji Włoch zagrał 18 razy. Debiutował 22 listopada 1969 w meczu eliminacji mistrzostw świata z NRD, ostatni raz zagrał w 1972. Podczas MŚ 70 wystąpił we wszystkich 6 meczach Italii w turnieju.